# Imposition de la paix
 (janvier 2023).
Si vous disposez d'ouvrages ou d'articles de référence ou si vous connaissez des sites web de qualité traitant du thème abordé ici, merci de compléter l'article en donnant les références utiles à sa vérifiabilité et en les liant à la section « Notes et références ».
Une imposition de la paix (en anglais peace enforcement) est la pacification d'un territoire ou d'un pays sur la base de critères démocratiques ratifiés par les Nations unies, généralement grâce à l'intervention d'une force d'interposition militaire neutre.
Il ne faut pas confondre la notion de maintien de la paix avec l'imposition de la paix, définie par le Chapitre VII de la Charte des Nations unies. Les opérations de maintien de la paix par les Nations unies ne sont pas destinées à l'imposition de la paix. L'imposition de la paix nécessite plus de moyens militaires qu'un maintien de la paix.

## Forces d'interposition
- FORPRONU
- KFOR
- SFOR
- Casques bleus
- Paix armée (expression de marketing politique en diplomatie)